# Cedros (gmina)
Cedros – gmina (municipio) w środkowym Hondurasie, w departamencie Francisco Morazán. W 2010 roku zamieszkana była przez 18,3 tys. mieszkańców. Siedzibą administracyjną jest miejscowość Cedros.

## Położenie
Gmina położona jest w północnej części departamentu. Graniczy z 8 gminami:
- El Porvenir i San Ignacio od północy,
- Talanga i Dystrykt Centralny od południa,
- Guaimaca od wschodu,
- Comayagua, Villa de San Antonio i Vallecillo od zachodu.

## Miejscowości
Według Narodowego Instytutu Statystycznego Hondurasu na terenie gminy położone były następujące miejscowości:

- Cedros
- Agalteca
- Cedros Abajo
- El Guante
- El Suyatal
- El Tablón
- La Guadalupe
- Las Animas
- Mata de Plátano
- Pueblo Nuevo
- Siria
- Tamarindo